# كاسبر أصغرين
كاسبر أصغرين (بالدنماركية: Kasper Asgreen)‏ (و. 1995  م) هو راكب دراجة هوائية دنماركي، ولد في كولدنغ، شارك في طواف إسبانيا، وطواف فرنسا 2019.

## سجل الفوز

### سباقات أو مراحل فاز بها
| التاريخ        | السباق                                                                        | المركز                                                                 |
| -------------- | ----------------------------------------------------------------------------- | ---------------------------------------------------------------------- |
| 30 أبريل 2016  | جي بي فيبورغ 2016                                                             | الثالث في التصنيف العام                                                |
| 22 مايو 2016   | باريس-أراس تور 2016                                                           |                                                                        |
| 27 مايو 2016   | سباق الطريق ضد الساعة للرجال تحت 23 سنة في بطولة الدنمارك لسباق الدراجات 2016 | الثاني في التصنيف العام                                                |
| 23 يونيو 2016  | بطولة الدنمارك لسباق الدراجات ضد الساعة 2016                                  | الثالث في التصنيف العام                                                |
| 29 أبريل 2017  | جي بي فيبورغ 2017                                                             | الأول في التصنيف العام                                                 |
| 13 مايو 2017   | سباق الطريق ضد الساعة للرجال تحت 23 سنة في بطولة الدنمارك لسباق الدراجات 2017 | الأول في التصنيف العام                                                 |
| 14 مايو 2017   | سباق الطريق للرجال تحت 23 سنة في بطولة الدنمارك لسباق الدراجات 2017           | العاشر في التصنيف العام                                                |
| 28 مايو 2017   | طواف ديف يغد 2017                                                             | السادس في تصنيف أفضل شاب                                               |
| 22 يونيو 2017  | بطولة الدانمارك لسباق الطريق ضد الساعة 2017                                   | الثاني في التصنيف العام                                                |
| 02 أغسطس 2017  | سباق الزمن للرجال - بطولة أوروبا للدراجات 2017                                | الأول في التصنيف العام                                                 |
| 18 سبتمبر 2017 | سباق الزمن تحت 23 سنة في بطولة العالم 2017                                    | السابع في التصنيف العام                                                |
| 18 مايو 2019   | طواف كاليفورنيا 2019                                                          | الأول في تصنيف النقاط، الثالث في التصنيف العام، السادس في تصنيف الجبال |
| 27 يونيو 2019  | بطولة الدنمارك لسباق الدراجات ضد الساعة 2019                                  | الأول في التصنيف العام                                                 |
| 08 أغسطس 2019  | سباق الزمن لنخبة الرجال - بطولة أوروبا للدراجات 2019                          |                                                                        |
| 01 مارس 2020   | كرونا بروكسل 2020                                                             | الأول في التصنيف العام                                                 |
| 23 أغسطس 2020  | سباق الطريق للرجال في بطولة الدنمارك 2020                                     | الأول في التصنيف العام                                                 |
| 03 أكتوبر 2020 | سباق الطريق ضد الساعة للرجال في بطولة الدنمارك 2020                           | الأول في التصنيف العام                                                 |
| 26 مارس 2021   | إي ثري هاريل بيك 2021                                                         | الأول في التصنيف العام                                                 |
| 04 أبريل 2021  | طواف فلاندرز 2021                                                             | الأول في التصنيف العام                                                 |
| 17 يونيو 2021  | سباق الطريق ضد الساعة للرجال في بطولة الدنمارك 2021                           | الأول في التصنيف العام                                                 |
| 19 فبراير 2023 | فولتا الغارف 2023                                                             | الأول في تصنيف الجبال                                                  |
| 22 يونيو 2023  | سباق الزمن على الطريق للرجال في بطولة الدنمارك 2023                           | الأول في التصنيف العام                                                 |

## روابط خارجية
- كاسبر أصغرين على موقع الاتحاد الدولي للدراجات (الإنجليزية)
- كاسبر أصغرين على موقع أرشيف الدراجات (الإنجليزية)
- كاسبر أصغرين على موقع إحصائيات الدراجات الإحترافية (الإنجليزية)
- كاسبر أصغرين على موقع نسبة الدراجات (الإنجليزية)
- كاسبر أصغرين على موقع CycleBase (الإنجليزية)
- كاسبر أصغرين على موقع أوليمبيديا (الإنجليزية)